# Triptan
Triptanii sunt compuși derivați de triptamină care sunt utilizați ca medicamente antimigrenoase (în tratamentul crizei de migrenă). Acești compuși au înlocuit derivații de ergotamină în tratamentul migrenei și au fost introduși pe piață în anii 1990.

## Farmacologie
Triptanii sunt un agoniști selectivi ai receptorilor pentru serotonină (în special pentru cei de tipul 5-HT1B și 5-HT1D) localizați la nivelul vaselor sanguine cerebrale.